# Рік (ураган, 2021)
Ураган «Рік» (англ. Hurricane Rick) — п’ятий названий шторм і четвертий ураган, який обрушився на тихоокеанське узбережжя Мексики в 2021 році. Сімнадцята названа система і восьмий ураган сезону тихоокеанських ураганів 2021 року.

## Метеорологічна історія

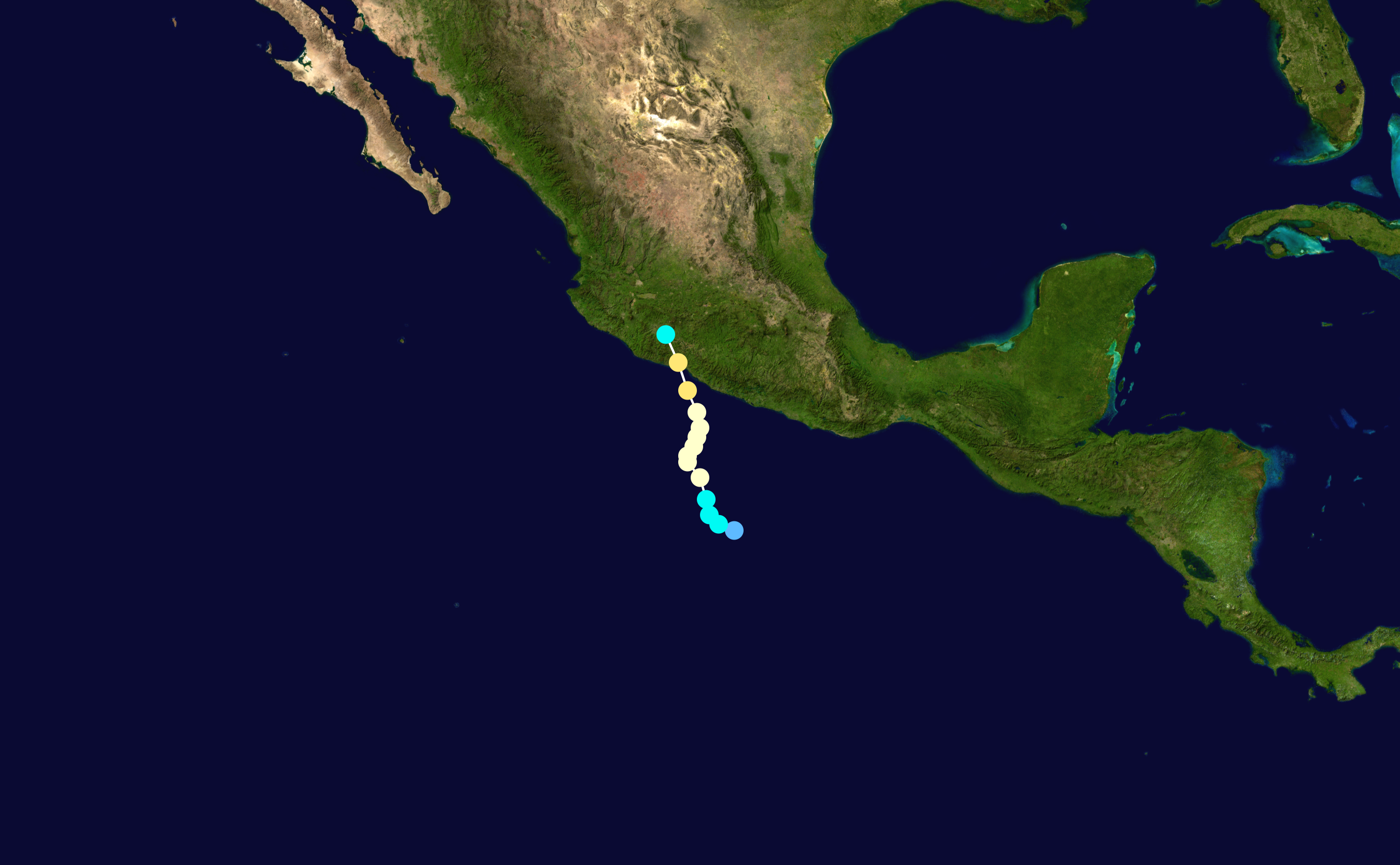
Карта шляху і інтенсивності Урагану Рік за шкалою Саффіра–Сімпсона

18 жовтня Національний центр ураганів (NHC) почав висвітлювати шанси розвитку зони низького тиску біля тихоокеанського узбережжя Мексики. Наступного дня на південь від узбережжя Гватемали та Сальвадору стала виявлена зона порушеної погоди. Дощ і грозова активність спочатку були розсіяними  і очікувалося лише поступовий розвиток, хоча NHC зазначив, що до 24 жовтня система, швидше за все, перетвориться на тропічну депресію. У другій половині дня 21 жовтня відбулася широка розгорнутість. область низького тиску розвивалася на південь від затоки Теуантепек. Поступово діяльність дощу стала краще організована,  хоча вдосконалений скаттерометр на початку 22 жовтня показав, що система не розвинула замкнену циркуляцію вітру. Однак незабаром відбулося швидке збільшення організації, і після класифікації Дворака T2,0/35 миль/год (55 км/год), NHC модернізував систему низького тиску до тропічної депресії о 15:00 UTC  21 жовтня.
На момент зародження западина жваво просувалась на захід під впливом хребта на півночі. Розташована в середовищі невеликого вертикального зсуву вітру , високої вологості та теплої поверхні моря близько 86°F (30°C), депресія була перетворена в тропічний шторм того вечора після збільшення характеристик вигнутих смуг і відтік верхнього рівня в усіх напрямках. [10] центральна щільна хмарність згодом розроблені, і СВЧ зображення вказувало на розробці кільця глибокої конвекції, яка часто є попередник до оку, що спонукало NHC повторно оцінити інтенсивність Ріка на швидкості 70 миль/год (110 км/год) і прогнозувати швидке посилення о 09:00 UTC 23 жовтня. Того дня Рік отримав статус урагану, коли циклон почав вигинатися. північ-північний захід у відповідь на слабкість хребта. На видимих супутникових знімках ненадовго стало видно око, і після вимірювань з літака Hurricane Hunter NHC встановив інтенсивність шторму на рівні 85 миль/год (140 км/год). Протягом наступних 18-24 годин ураган мало змінився в організації, коли рухався на північ; Причиною цієї зупиненої фази розвитку був зсув вітру зі швидкістю від 15 до 25 миль на годину (30-35 км/год) і середовище з відносною вологістю менше 50%. Однак мікрохвильові зображення показали, що закрита очна стінка шириною 25 миль (35 км) знову розвинулась до вечора 23 жовтня, що є ознакою того, що Рік відновив активізацію. На основі вимірювань вітру з літака Hurricane Hunter, Рік був переведений на ураган категорії 2 за шкалою Сафіра-Сімпсона о 06:00 UTC 25 жовтня. Буря також досягла своєї пікової інтенсивності 105 миль/год (165 км/год). h) одночасно з мінімальним барометричним тиском 977 мбар (28,9 дюймів рт.ст.). О 10:00 UTC Рік вийшов на берег між Ласаро Карденасом і Сіуатанехо, перебуваючи на піку інтенсивності. Потім система швидко ослабла, просуваючись далі вглиб країни, до гірської місцевості Мексики. Рано 26 жовтня Рік розвіявся.

## Підготовка
Очікуючись, що Рік вирушить на берег уздовж південно-західного узбережжя Мексики, у другій половині дня 22 жовтня з Сіуатанехо, Герреро , до Пунта-Сан-Тельмо, штат Мічоакан , було випущено попередження про наближення урагану.  Національна служба метеорологічної служби попередила, що штати Халіско, Морелос, Пуебла, Мехіко, Наяріт і штат Мексика можуть спостерігатися сильні дощі з можливістю повені. Чотири водосховища Колима і Герерро, поряд з чотирма ріками в останній, а також трьох річок і гребель в Мічоакан, чотирьох річок і трьох гребель в Оахака спостерігали за повені. Всього в п’яти штатах для можливих евакуйованих було створено 2260 тимчасових притулків. Три порти в Герреро (Акапулько, Пуерто-Маркес і Сіуатанехо) разом з Ласаро Карденасом у Мічоакані були закриті 23 жовтня. У Колімі було оголошено синю тривогу. 

## Наслідки
Перебуваючи в морі, Рік був відповідальний за 3-метрові хвилі вздовж прибережних районів Герреро, в той час як вітри з зовнішніх околиць штормового циркуляції виривали дерева, хоча серйозних збитків по всьому штату не було. 35-річний чоловік був убитий після того. У Герреро було затоплено 37 будинків, у тому числі 30 в муніципалітеті Текпан-де-Галеана і 5 в Акапулько , внаслідок чого 42 сім'ї шукали притулку. Дві річки вийшли з берегів в Зіхуатейнджоі ще два вийшли з берегів у муніципалітеті Текпан-де-Галеана. У штаті було знищено 75 дерев та шість доріг.  Через Сіуатанехо та Акапулько автомобілі були помічені на мілину в повені, а шосе Акапулько-Сіуатанехо було перерізано повені в муніципалітеті Петатлан . Повідомлялося про відключення електроенергії в регіонах Коста-Чика і Коста-Гранде Герреро, а також на схід до Акапулько. Однак про постраждалих не повідомляється.